# Centrophorus uyato
Il centroforo boccanera (Centrophorus uyato (Rafinesque, 1810)) è un piccolo squalo di acque profonde della famiglia dei Centroforidi.

## Tassonomia
Descritto da Rafinesque nel 1810 con il nome di Squalus uyato, su esemplari della Sicilia, fu attribuito da Garman nel 1913 al genere Centrophorus, istituito da Müller e Henle nel 1837. Garman latinizzò in uyatus il nome specifico originale uyato, di derivazione siciliana, successivamente ripristinato. Il nome scientifico deriva dal greco kéntron, «aculeo», e phéro, «portare», per le spine dorsali; uyato è di etimo incerto, di probabile derivazione dialettale siciliana.

## Descrizione
Può raggiungere una lunghezza di 110 cm, ma in genere ne misura tra i 75 e gli 89. È di colore grigio-bruno scuro sul dorso, più chiaro sul ventre; le pinne sono leggermente più scure del dorso, con bordo posteriore chiaro o trasparente. Spesso sopra le fessure branchiali c'è una chiazza scura bluastra, come pure sopra gli occhi. L'interno della bocca è di colore nero-blu. Possiede cinque corte fessure branchiali, tutte davanti alle pettorali. Ha corpo allungato, leggermente compresso, e muso allungato e schiacciato. Gli occhi sono piuttosto grandi, laterali, senza membrana nittitante. Gli spiracoli sono abbastanza grandi, tondi, dietro l'occhio. Come tutti i Centroforidi, presenta due pinne dorsali, ciascuna dotata di una spina corta e forte sul margine anteriore: la base della prima pinna dorsale ha origine dietro l'ascella delle pettorali; la seconda dorsale è grande poco meno delle pelviche e posteriore a esse. La pinna caudale è asimmetrica, con incisura subterminale; il lobo superiore è meno sviluppato che nel centroforo comune. Il peduncolo caudale è senza fossette e senza carene. I denti della mascella superiore (32-44) sono molto più piccoli di quelli inferiori, con una cuspide centrale bassa, verticale nei denti centrali, obliqua in quelli laterali; non ci sono cuspidi secondarie. I denti della mascella inferiore (30-33) sono molto più grandi, compressi, a lama, con una sola cuspide centrale obliqua, senza cuspidi secondarie, con il bordo posteriore profondamente inciso, con orlo liscio, senza dentellature.

## Biologia
Il centroforo boccanera si nutre di piccoli pesci ossei e di molluschi cefalopodi. È ovoviviparo e raggiunge la maturità sessuale a 81-94 cm (maschi) o 75-89 cm (femmine); di solito partorisce un unico piccolo, lungo circa 40-50 cm.

## Distribuzione e habitat
Il centroforo boccanera è presente in gran parte del globo. Nell'oceano Atlantico è presente nel golfo del Messico e nelle fasce di mare comprese tra Gibilterra e Senegal, Costa d'Avorio e Nigeria, e Camerun e Angola, nonché nelle acque della Namibia settentrionale e nel bacino occidentale del Mediterraneo. Nell'oceano Indiano vive nelle acque attorno al Mozambico meridionale e all'Australia occidentale. Nel Pacifico è stato segnalato intorno all'Australia. Necessitano di conferma le segnalazioni provenienti dall'India e da Taiwan. Vive in profondità lungo le scarpate continentali, vicino al fondo, tra 50 e 1400 m, ma è più comune al di sotto dei 200 m. 

## Rapporti con l'uomo
Comunemente pescato nell'Atlantico orientale con reti e palangari, viene consumato soprattutto essiccato e salato; l'olio del fegato è potenzialmente pregiato per l'elevato contenuto di squalene.